# Torre Gorina
La Torre Gorina és un edifici d'estil eclèctic situat al barri del Centre de Sabadell. Es troba al capdavall de la Rambla, al número 247, i fa cantonada amb la Gran Via, al tram anomenat carrer de Marquès de Comillas. Al costat hi ha el Despatx Gorina –situat al número 245 de la Rambla– i molt a prop hi ha l'antic Vapor Gorina, el qual era propietat de la família Gorina, una nissaga burgesa sabadellenca. Es va fer construir, l'any 1889, per encàrrec de l'industrial sabadellenc Josep Gorina Pujol.
Forma part del patrimoni monumental de Sabadell catalogat en l'Inventari del Patrimoni Arquitectònic Català per la Generalitat de Catalunya i en el Pla Especial de Protecció del Patrimoni de Sabadell (PEPPS) per l'Ajuntament de Sabadell.

## Edifici
La Torre Gorina està formada per planta baixa, primer pis i golfes a la part central. En destaca el complex joc de les cobertes, diferenciant volums coberts a dues i a quatre aigües, de les quals sobresurten unes treballades xemeneies de maó vist. Les façanes presenten elements premodernistes amb motius florals. A l'interior hi ha una galeria amb pintures de paisatges àrabs, de Sevilla i de Venècia, obra de José María López Mezquita. Es tracta d'un edifici exempt, voltat per un ampli jardí de frondosa vegetació on hi ha un mobiliari amb coves i estalactites artificials.

## Galeria d'imatges

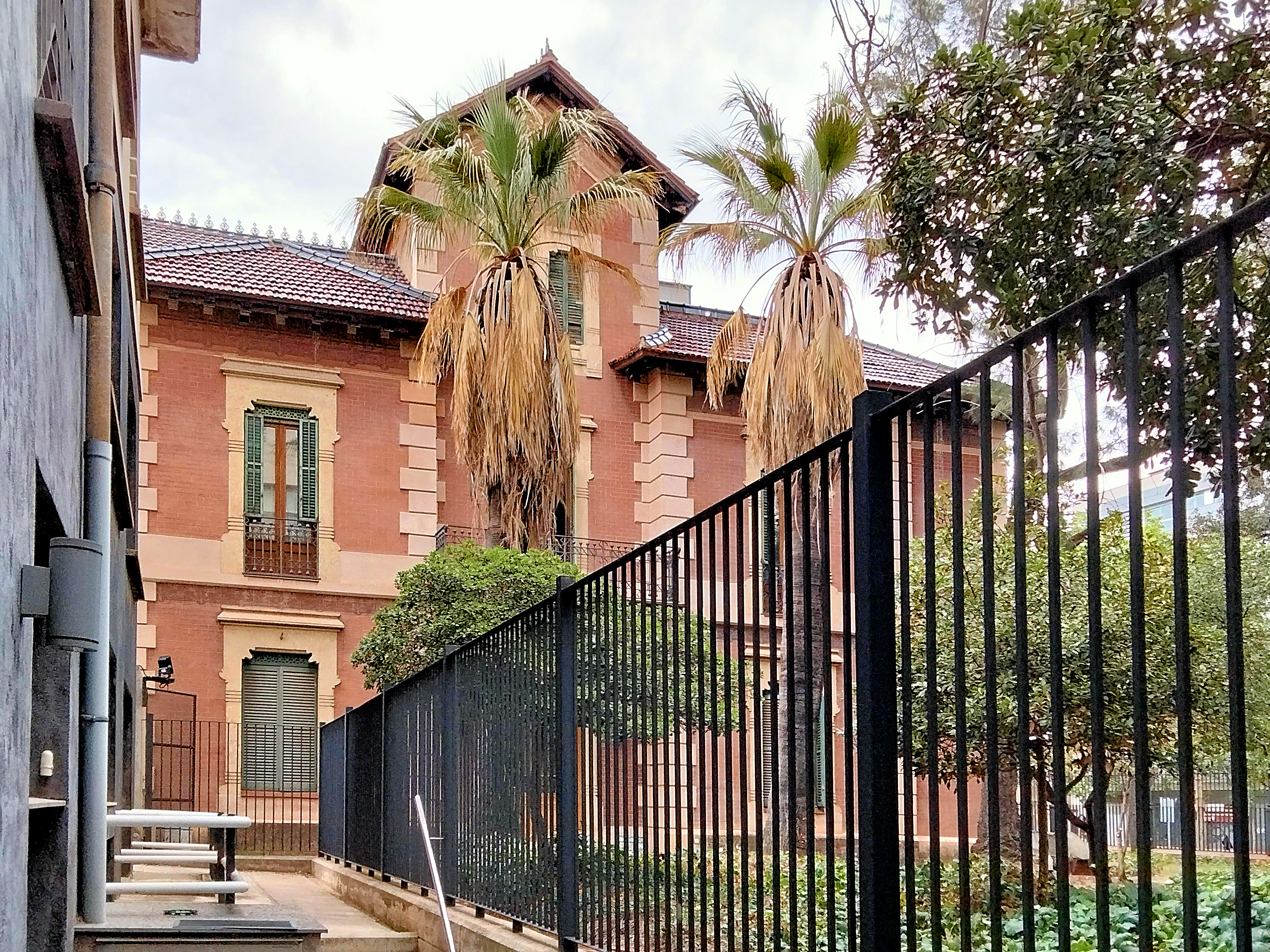
Pati i façana
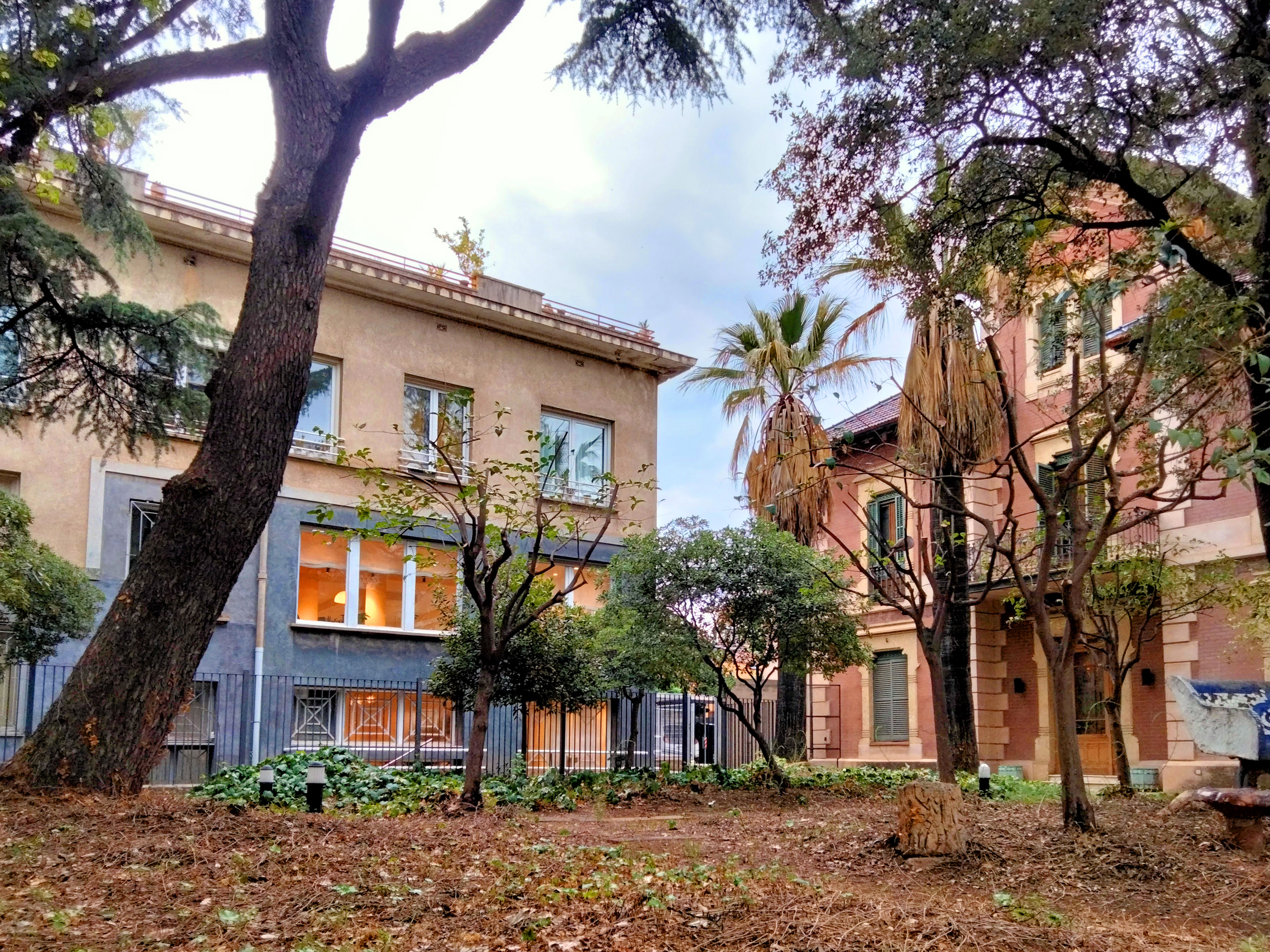
La Torre Gorina, amb el despatx a l'esquerra
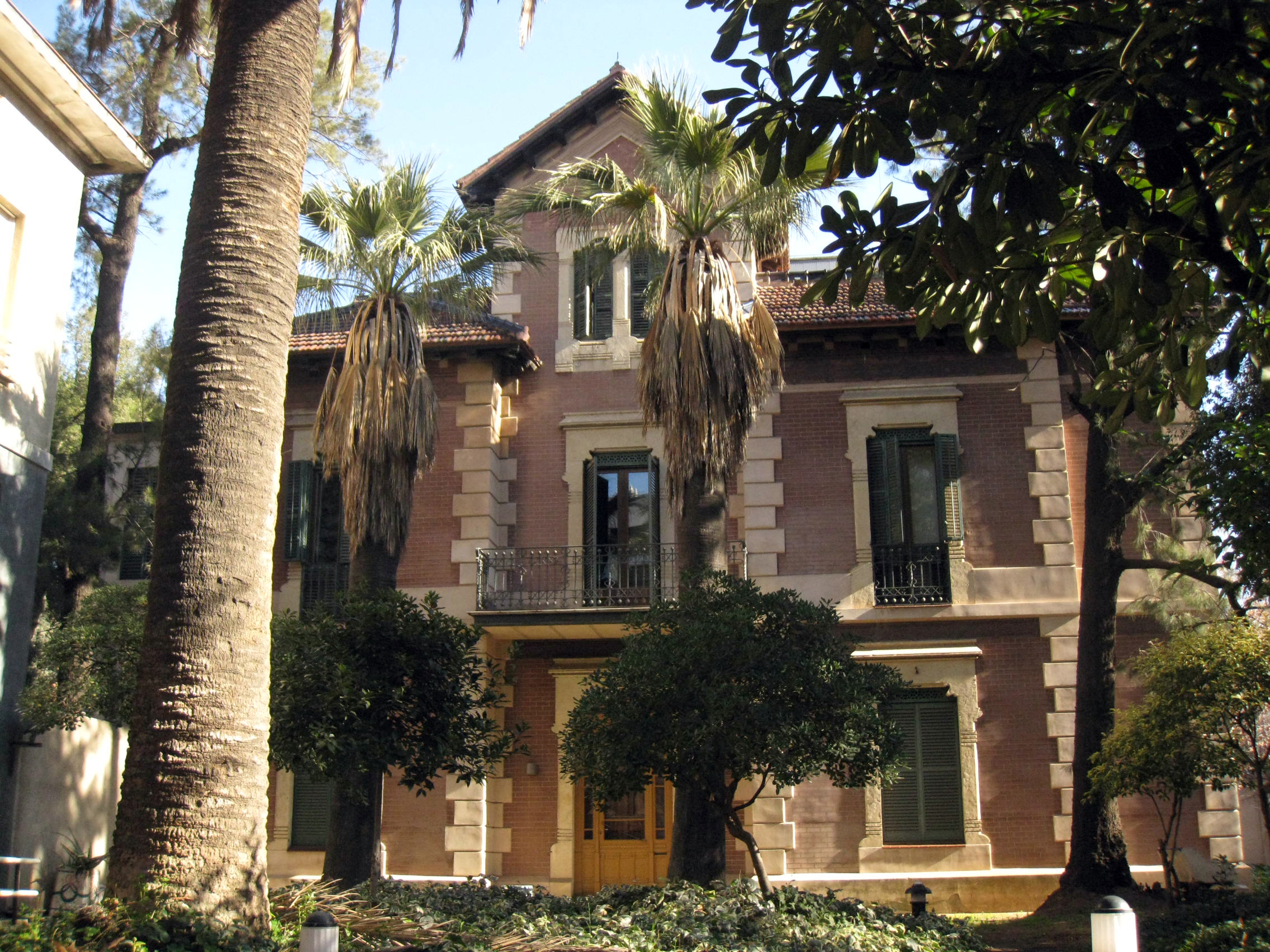
Vista des de l'exterior
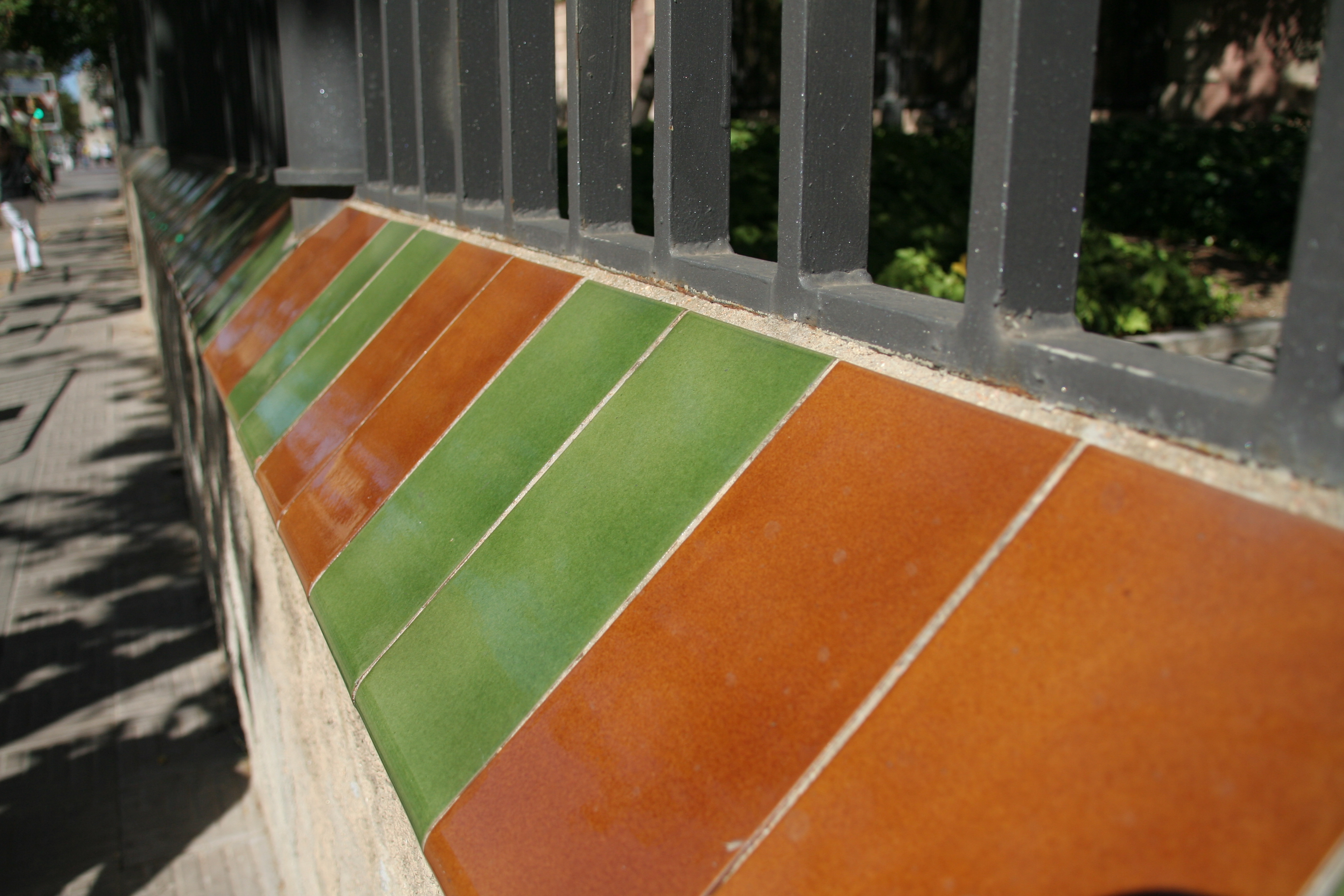
Rajoles del mur exterior